# Saint-Meslin-du-Bosc

Saint-Meslin-du-Bosc este o comună în departamentul Eure, Franța. În 1 ianuarie 2022 avea o populație de 308 de locuitori.